# Václav Kůrka
Václav Kůrka (17. října 1902 Laziště – 27. října 1973 Žatec) byl český spisovatel, soudce, redaktor a archivář.

## Život
Václav Kůrka se narodil v Lazišti Petru Kůrkovi a Josefě rozené Šípové jako nejstarší syn. Dalšími sourozenci byli Antonín, Bohumil a Antonie. Otec Petr Kůrka pracoval celý život jako rolník a zedník. Od jara do podzimu byl často daleko od domova, takže o děti se starala převážně matka. Přesto všechny čtyři děti dostaly dobré vzdělání. Školní docházku začal na obecné škole v Nevězicích a pokračoval v prvním ročníku měšťanské školy v Miroticích. Přešel pak na reálné gymnázium v Písku a 19. června 1922 ho ukončil s vyznamenáním. Aby finančně zvládl školu, dával „kondice“, neboli doučoval žáky. Psal si i deník ze školních lavic reálky a již zde toužil stát se spisovatelem a do časopisu Malý čtenář přispěl svou básní. Během 1. světové války sloužil jeho otec odveden na jižní frontě. Václav Kůrka jako student nebyl povolán vzhledem k tomu, že ještě nebyl fyzicky zdatný. Když se otec vrátil z války a vyprávěl o útrapách, které prožil, Kůrka použil tohoto vyprávění později v dvoudílné knize Válka na jižní frontě. Kniha byla odměněna v soutěži mladých autorů Českou akademií věd a umění v Praze.
Po válce se Václav Kůrka rozhodl, že nastoupí na vysokou školu. Byl velmi cílevědomý, avšak zdraví neměl pevné. Vstoupil na ČVUT v Praze, ale kvůli plicní nemoci musel studium přerušit a léčit se v sanatoriu. Když se uzdravil, znovu se vydal do Prahy vstoupit na vysokou školu. Tentokrát na Právnickou fakultu UK v Praze. Studium započal v letech 1923/24 a bylo ukončeno dne 12. 10. 1929 složením poslední povinné státní zkoušky, respektive složením posledního rigoróza dne 14. prosince 1929. Na vysoké škole poznal řadu osobností, např. básníka Jiřího Wolkera nebo Miladu Horákovou. Jako vysokoškolský student přispíval do různých časopisů a roku 1926 napsal svůj první vesnický román Sedlák Hlavatý. Pracoval nejprve jako soudní praktikant do roku 1931 (Německý Brod,Mělník,Litomyšl), pak jako auskultant a soudce II. skupiny do roku 1933 (Cheb, Jirkov). Od roku 1933 do roku 1954 jako řádný soudce (Jirkov, Žatec, Teplice, Louny). V době okupace se přestěhoval do Loun a nedlouho potom byl pracovně nasazen jako úředník u firmy Stadion v Rakovníku, později u Českomoravské-Kolben-Daněk ve Slaném. 23. října 1943 se oženil s Miladou Zelenkovou z Tuřan u Slaného. Jeho žena byla za svobodna cvičenkou Sokola v Tuřanech u Slaného, později se stala náčelnicí. Také hrála v místním ochotnickém divadle. Po sňatku manželé bydleli v podnájmu v Lounech, ale v září roku 1945 se přestěhovali do Žatce, kde koupili rodinný domek se zahradou a bydleli zde po celý zbytek života.
V květnu 1945 po letech poroby prožívali Češi i Slováci chvíle štěstí a radosti z vítězného konce války. Budovali mladou republiku, vytvářeli nové společenské organizace, nové spolky a nová sdružení. Kůrka byl u zrodu Spolku mladých literátů a umělců (SMLU) se sídlem v Žatci. Zemský národní výbor v Praze dal 9. 5. 1947 tomuto spolku souhlas provozovat literární činnosti. Sdružoval okolo třiceti spisovatelů a rozrůstal se o další členy. Stanovil si za cíl promítnout na veřejnost svou tvorbu. Ve Stanovách se zavázal uzavírat se svými členy nakladatelské smlouvy, vytištění a prodej prací a jednat i s ostatními nakladateli jako zprostředkovatel. Členové spolku přispívali finančně placením členských příspěvků k chodu společnosti. Kůrka se stal předsedou spolku. Vyšel i časopis Ratolest. Přesto, že členové vykazovali literární činnost a byli aktivní, ministerstvo informací v roce 1948 zamítlo žádost spolku o udělení vydavatelského oprávnění a uložilo, obracet se na nově utvořené nakladatelství Svazu mladých literátů v Praze. Valná hromada Spolku mladých literátů byla 17. 9. 1949 poslední schůzí.
Protože po 2. světové válce nevstoupil do KSČ a nesoudil stranicky dle požadavků KSČ, byl v roce 1954 přeřazen do funkce správního zaměstnance. Nastoupil u soudu v Chomutově (1954-1957), v oblasti tehdy se zvýšenou kriminalitou. Jakožto milovník historie působil v Žatci také jako městský archivář v letech 1945–1952. V roce 1945 byl jmenován správcem městského archivu v Žatci a zachraňoval zdejší archiv. Němci při odchodu listiny i knihy žateckého archivu zakopali. Bedny s knihami byly po jejich odchodu vykopány a Václavu Kůrkovi se podařilo archiv opět zprovoznit. Začala honba i po scházejících knihách. Podařilo se je zajistit na různých místech pohraničí. Do archivu přebral mnoho knih ze soukromých německých knihoven a vybudoval vědeckou příruční knihovnu pro archiv. Privilegia a nejvzácnější knihy byly dány do železné truhlice, ostatní archiválie do regálů. Kůrka ještě v roce 1946 vydržoval archiv ze svých osobních prostředků. Od roku 1957 působil v okresním archivu v Chomutově, kde tuto funkci převzal. Okresní archiv převzal v desolátním stavu. Jeho předchůdce první okr. archivář Čermák svážel materiál a bylo ho tolik, že dal výpověď a odešel. Archiv byl pak rok neobsazený. Kůrka za dobu své činnosti v archivu uspořádal velkou řadu různých fondů a přispěl k jejich přístupnosti a využití. Byl hojně navštěvován zemědělskými a lesními pracovníky a měl největší lesní archiv městské správy chomutovské jako žádný jiný městský archiv v kraji. Okresní archiv v Chomutově byl největším archivem v Ústeckém kraji. Byl plný archivního materiálu a přísun nového materiálu byl značný. Kvůli stavbě Nechranické přehrady se rušily vesnice a materiál byl navezen bez ladu a skladu do místností a tady byl tříděn. Zde v archivu pracoval po celý zbytek své kariéry až do roku 1963, kde byl ředitelem archivu (od 1960 se sídlem v Kadani). Poté odešel do důchodu. A 27. října 1973 zemřel v Žatci na ischemickou chorobu. Jeho žena zemřela 21. ledna roku 1981 v Žatci. Za celoživotní publikační činnost obdržel 28. října 1968 pamětní plaketu UVNF za zásluhy v oblasti historie. Manželé měli jednu dceru.

## Díla
Jako student se poprvé pokoušel o napsání románu. Roku 1926 napsal vesnický román Sedlák Hlavatý, kde se řešil generační problém a pozemková reforma. Vycházel nejprve v časopise Náměstí roku 1930 a v knižní podobě vyšel v roce 1934 v pražském nakladatelství Máj.
Roku 1932 vyšla Bílá krysa. Sociální román o chalupnících, kteří se chtějí vyrovnat sedlákům. Vydáno vlastním nákladem v Chebu a vytištěno Müllerem a spol. v Turnově. V roce 1932 vyšla také jeho útlá knížečka Hitler a hitlerismus. Hitlerův život, NSDAP, jeho politika atd. S předmluvou Aloise Soukupa, nákladem autorů. O vydání a expedici se postaral Alois Soukup v Brně – Židenicích. V předmluvě A. Soukup líčí Hitlera a hitlerismus jako hnutí s touhou po světovládě a moci a po ovládání jiných národů. Václav Kůrka líčí život Hitlera a dobu ve které žil. Dobu válečnou, založení NSDAP a program německé národně socialistické strany. S obavou se spisovatel dívá do budoucnosti. „Bylo by smutným úkazem německého národa, kdyby toto hnutí zvítězilo. Mělo by vliv na německou politiku a vedlo by německou říši do zkázy“, napsal v předmluvě závěrem A. Soukup.
Sociální román Příběh stávkokaze Hornera, kde stávkokaz ruší solidaritu stávky z rodinných důvodů, vydal M. Nodl Žatci roku 1935. Ze stejného roku je i román Bílé zlato stoupá. Je ze solných dolů na maďarské hranici. Vydal také M. Nodl v Žatci roku 1935. Další román Kořistníci našeho severu byl vydán v Třebechovicích A. Dědourkem roku 1935. Jde o historický román z prostředí pašeráků uhlí ze severu do Prahy.
Roku 1937 napsal slavný román Válka na jižní frontě z rakouské válečné pozorovatelny. Vyšlo ve Strakonicích, vydal R. Doležal. V této knize se spisovatel inspiroval vyprávěním svého tatínka, který vzpomínal na útrapy války, kam byl odvelen a Václav Kůrka použil tohoto vyprávění ve svém románě. Kniha byla poctěna odměnou v soutěži mladých autorů Českou akademií věd a umění v Praze.
Kůrka nezapomínal ani na děti. V roce 1937 je potěšil knížkou příběhů O cvrčkovi tuláku a v roce 1938 další knížkou Cvrček hrdina. Ilustroval K. T. Neumann, vydal A. Kobes, Plzeň-Praha. Z roku 1937 jsou dále Cvrčkovy omalovánky. Ilustroval K. Svolinský a vydal E. Fastr v Lounech. Do roku 1937 spadá také sociálně utopická komedie Sedm hubených let. Je to divadelní hra, vydal E. Hanf v Praze. Zde se uchyluje až do soumraku budoucnosti lidstva.
Do antiky se vydal obsáhlým románem starořímského proletariátu Město kamenného srdce. Vydavatel B. Kaluža, Vizovice roku 1940. Řím a jeho památky dokonce Kůrka navštívil už za dob svých vysokoškolských studií se spolužákem na motorce.
Roku 1946 vydal L. Rameš v Žatci Václavu Kůrkovi sociální román Nafta na kopanině. Tento román o naftě, po pětiletém nuceném odmlčení za doby okupace, je návratem k sociální tradici jeho díla. V tomto románě si autor zašel pro námět až do idylického zátiší sousedícího s Lanžhotem. Janek Medlen přijde na naftu, ale poněvadž je chudý a nevědomý, zužitkuje naftu po svém. Pálí na ní ve své chatě kořalku. Nafta exploduje a chata letí do povětří. Začíná zápas mezi malým člověkem o jeho domnělé právo a bohatým uherským státem. Román je plný strhujících zápletek a má rychlý spád. Vycházel také na pokračování v časopise Groš v roce 1938 pod názvem Dobrodružství ztracené vsi.
Po válce napsal pro děti knížku plnou pohádek Královna temné komnaty. O barevné ilustrace se postaral V. Bedřich, vydal T. Mareš v Plzni 1947.
Řada jeho děl nevyšla knižně, ale pouze v časopisech na pokračování, některá vycházela jen po dobu existence časopisu. Nelson zabiják, hornický román popisuje katastrofu na Nelsonu III. v Oseku v roce 1934. Úvod vyšel v časopise Lidová revue roku 1946 a pokračoval v časopise Haló revue. Nebo Balada ze starých časů. Úryvek k románu o jihočeském Kubatovi se objevil v časopise Ratolest č. 1/1948. Majitel a vydavatel časopisu byl Spolek mladých literátů a umělců v Žatci. Odpovědný zástupce listu Dr. Václav Kůrka Žatec, knihtiskárna Svoboda Žatec. Roku 1942 začal vycházet v časopise Pošumavský kraj - Stráž národní jednoty (Budějovice - Strakonice) román Balada ze starých časů.
V kulturním životě Žatecka, později s novým názvem Kulturní měsíčník Žatecka vycházely novely a rapsodie na pokračování. Např. O libočanském milenci, chomutovské harapanně a mosteckém katu (K.M.Ž. 1969-1970), Švédská rapsodie v Žatci (K.M.Ž. 1970-1971), Romance o žatecké čarodějnici (K.M.Ž. 1972), Černá slepice (K.M.Ž. 1973-1974). V brožuře Jak budovali komunisté Žatecko z května 1946 (redaktor E. Valčák, OV KSČ Žatec) je jeho příspěvek Jak jsme zachraňovali žatecký archiv. Rozpracovány zůstaly v rukopise Dějiny města Žatce 1. díl. Autor dílo nedokončil. Jeho rukopisy byly uloženy do Památníku národního písemnictví a sice do archivu Památníku nár. písemnictví Libáň - Staré Hrady a do Státního okresního archivu Chomutov se sídlem v Kadani. Další díla čekají na vydání. Mnoho článků psal do Tvorby, Chmelařství, Časopisu společnosti přátel starožitností, Lidové revue, Kulturního měsíčníku Žatecka, do novin chomutovského okresu Vpřed, Krušnohorského historického sborníku, Dějin a současnosti, Průboje, Žateckých novin, Časopisu přátel starožitností, Rudého práva atd.
Oslovovala ho řada odborníků, byl jako uznávaný spisovatel zařazen do J. Kuncova Slovníku soudobých českých spisovatelů 1918-1945 (Vydal v roce 1945 Orbis Praha). Psal o něm na příklad F. L. Kopecký v Kulturním měsíčníku Žatecka v lednu 1974. S. T. Svoboda napsal studii Románovým dílem Václava Kůrky (Nákladem Rudolfa Doležala ve Strakonicích roku 1936). V Kulturním adresáři ČSR z roku 1934 (1. ročník, sestavil PhDr. Antonín Dolenský, nakladatelství Josef Zeibrdlich, Praha) je uvedeno, že Václav Kůrka razil literární směr „populismus“, který hlásá návrat k lidovému umění, jehož hlasatelem ve Francii byl André Thérivé. Jeho romány jsou ve znamení tohoto směru. V knize V. J. Krýsy Naše maminky (matky v projevech čs. spisovatelů a básníků) vydal A. Dědourek Třebechovice p. O., vidí Kůrka svoji matku jako zapřaženou ženu a svými romány touží zachytit těžkou lopotu žen, kterým dal život tak málo, a přece které z toho mála dobývaly národu nejvíce.
Václav Kůrka byl také zodpovědným redaktorem časopisu Náměstí, vydávaném v Chebu roku 1930. Majitelé a vydavatelé časopisu bratři Antonín a Bohumil Kůrkovi, Paříž. Vydával ho orgán českých populistů.Ovládal těsnopis, němčinu, latinu, částečně esperanto, angličtinu a francouzštinu a rozuměl i polské a ruské řeči. Do politiky nevstoupil a komunistou se nikdy nestal. Měl rád lidi a svou rodinu a setkával se se spisovateli své doby. Také si s nimi dopisoval.
Po roce 1989 byla jedna z nových ulic v Žatci pojmenována po něm: Dr. Václava Kůrky.